# Frank Jack Fletcher
Frank Jack Fletcher, född 29 april 1885, död 25 april 1973, amiral i amerikanska flottan under första och andra världskriget. Fletcher var operativ befälhavare vid slaget om Korallhavet 1942, vilken var inledningen till slaget vid Midway. Han var brorson till amiral Frank F. Fletcher.

## Tidiga år och sjökarriär
Fletcher föddes i Marshalltown i Iowa den 29 april 1885. Han började på U.S. Naval Academy 1902 och tog sin examen därifrån i Annapolis den 12 februari 1906 och blev befogad med ett utmärkelsetecken den 13 februari 1908 efter två år till sjöss.
Under de tidiga åren av hans karriär fanns han mest på slagskeppen Rhode Island, Ohio, och Maine. Han tillbringade också tid på USS Eagle och USS Franklin. I november 1909 blev han hänförd till USS Chauncey, en enhet ur Asiatic Torpedo Flotilla. Han tillträdde som befäl över USS Dale i april 1910 men återvände till Chauncey i mars 1912 som befälhavare. Förflyttad till USS Florida i december 1912. Där var han ombord på slagskeppet under ockupationen av Veracruz i Mexiko i april 1914. För framstående ledning i slaget vid Vera Cruz blev han belönad med Medal of Honor.

## De sista åren
Amiral Frank Jack Fletcher dog den 25 april 1973 på Bethesda Naval Hospital i Bethesda i Maryland. Han är begravd på Arlington National Cemetery. USS Fletcher blev döpt till hans ära.

## Medal of Honor, hedersomnämnandet
For distinguished conduct in battle, engagements of Vera Cruz, 21 and 22 April 1914. Under fire, Lt. Fletcher was eminent and conspicuous in performance of his duties. He was in charge of the Esperanze and succeeded in getting on board over 350 refugees, many of them after the conflict had commenced. Although the ship was under fire, being struck more than 30 times, he succeeded in getting all the refugees placed in safety. Lt. Fletcher was later placed in charge of the train conveying refugees under a flag of truce. This was hazardous duty, as it was believed that the track was mined, and a small error in dealing with the Mexican guard of soldiers might readily have caused a conflict, such a conflict at one time being narrowly averted. It was greatly due to his efforts in establishing friendly relations with the Mexican soldiers that so many refugees succeeded in reaching Vera Cruz from the interior.